# Pedro Regalado
Pedro Regalado (Valladolid, 1390 - La Aguilera, 30 de marzo de 1456), es un santo español, patrón de la ciudad de Valladolid y su diócesis desde 1746. Su festividad se celebra el 13 de mayo.

## Biografía

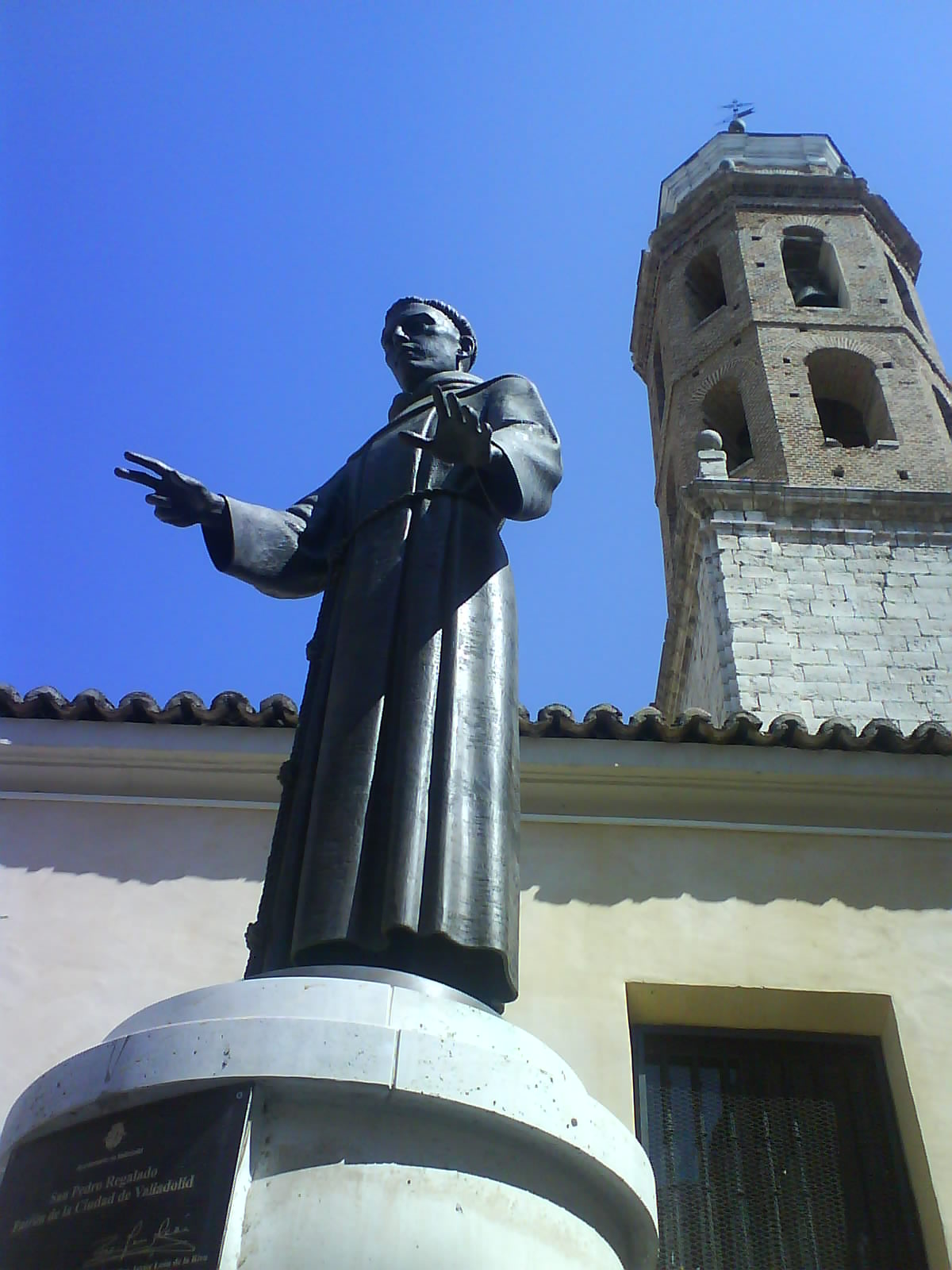
Estatua de San Pedro Regalado en la Plaza del Salvador de Valladolid, con la torre de la iglesia del Salvador al fondo.

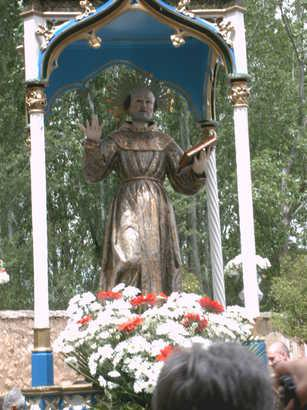
Procesión de San Pedro Regalado, en la romería de La Aguilera (Burgos).

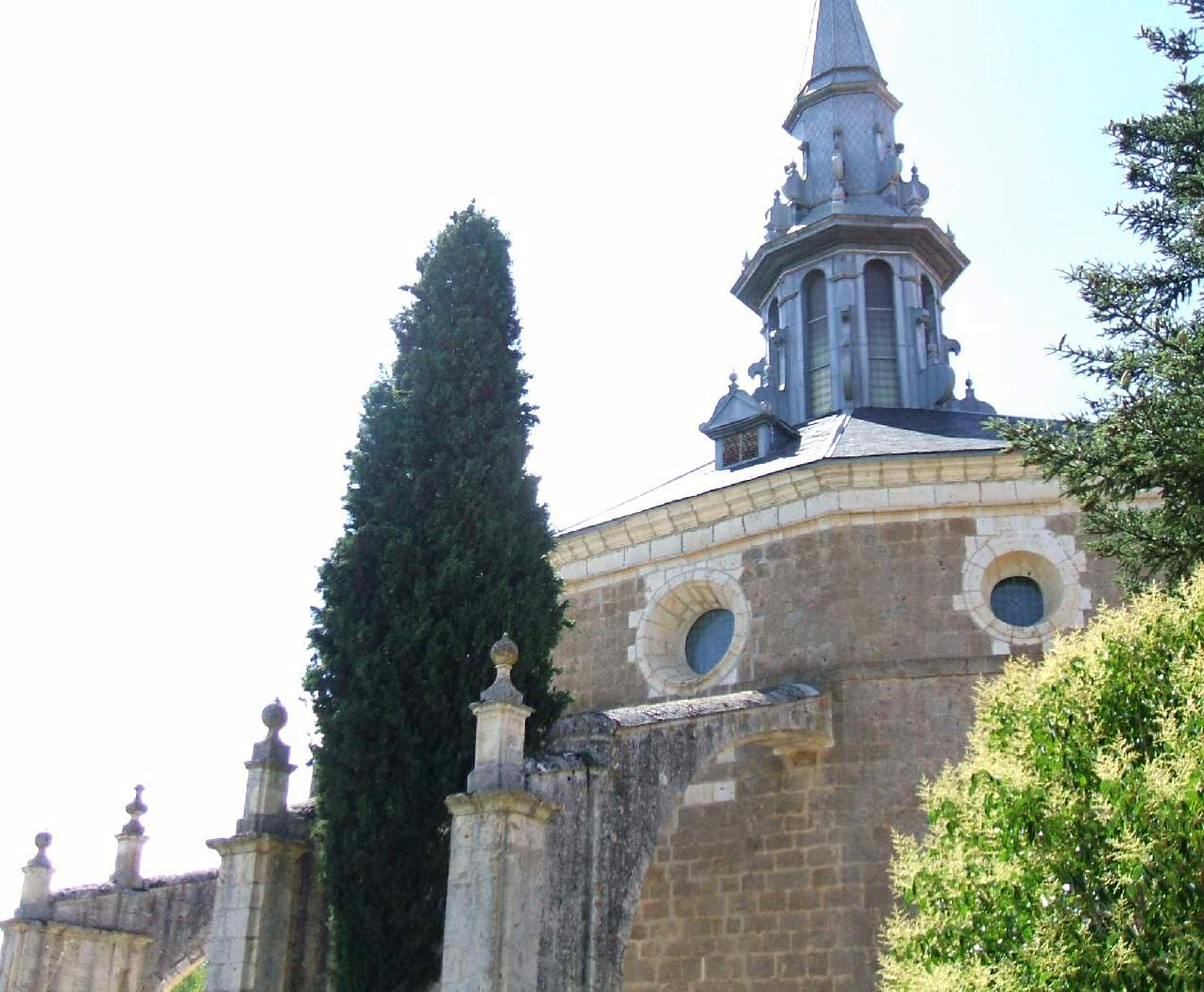
Santuario de San Pedro Regalado, La Aguilera, Burgos. Exterior del camarín del santuario, con linterna y arbotantes.

Hijo de Pedro Regalado y María de la Costanilla, matrimonio de judeoconversos, nació en la vallisoletana Calle de la Platería. En 1403 entra en el Convento de San Francisco a pocos metros de su casa natal.
Con tan sólo quince años, ya acompañaba en sus viajes a fray Pedro de Villacreces, fervoroso franciscano que además de fundar el monasterio de La Salceda en Tendilla, impuso la estricta observancia en la regla, fundando el grupo de los villacrecianos. En uno de ellos, alcanzaron La Aguilera (Burgos) con la intención de fundar un nuevo convento que renovase la Orden franciscana.
En La Aguilera se dedicará San Pedro Regalado a las más diversas labores, destacando el cuidado de los pobres. Fue ordenado sacerdote a los veintidós años y a los veinticinco acompaña de nuevo a fray Pedro de Villacreces, esta vez a El Abrojo (Laguna de Duero, en la provincia de Valladolid) para fundar otro convento, donde debido a su fama de santo será consultado con frecuencia por miembros de la nobleza.
Es conocido por haber mantenido un silencio casi continuo pasando la mayor parte de las noches en oración y tenía extraordinarias gracias: a menudo se veía elevado por encima de la tierra con llamas irradiando de su cuerpo y poseía la agilidad y facilidad de los cuerpos glorificados. Lo más extraño de todo, también se estableció que a menudo se encontraba a la misma hora en monasterios distantes entre sí, haciendo negocios para la Orden.
También se conoce un hecho milagroso de su vida recogido en el proceso de canonización y que ofrece los elementos iconográficos de Pedro Regalado. En la madrugada del 25 de marzo de 1450, fiesta de la Anunciación de la Virgen María, está el fraile Pedro rezando maitines tan absorto en la contemplación dentro del convento de El Abrojo; siente añoranza por honrar a María en el convento de La Aguilera consagrado por él a la Virgen bajo esa advocación; se transporta por los aires en los ochenta kilómetros que separan las casas y regresa de nuevo a El Abrojo, cumplido su deseo.
Tras el fallecimiento de fray Pedro de Villacreces, fue nombrado prelado de los monasterios reformados de la estricta observancia en La Aguilera  (Domus Dei) y El Abrojo (Scala Coeli).
Su fama de santidad fue creciendo de forma rápida, llegando a atribuírsele episodios de bilocación y se extendió incluso después de su muerte tanto entre el pueblo como entre las clases poderosas, llegando a visitar su tumba en el Santuario de la Aguilera la reina Isabel la Católica.
Tanto en vida como posteriormente se le han atribuido numerosos milagros, siendo canonizado en 1746 por Benedicto XIV.

## Monumentos e imágenes
En Valladolid, ciudad de la que es patrón, se erigió el 13 de mayo de 2004 (día de su festividad) una estatua en la Plaza del Salvador, frente a la iglesia homónima, donde fue bautizado. Se trata de una obra en bronce del escultor Miguel García Delgado.
Entre otros lugares, podemos encontrar imágenes de San Pedro Regalado en el Santuario de La Aguilera, en la iglesia del Salvador de Valladolid y en el monasterio de Santa María del Pino de Barcelona.

## Patronazgo
- El mismo año en que fue canonizado, se le declaró patrón de Valladolid. Durante las fiestas patronales vallisoletanas, se impone el pañuelo de las peñas a la estatua de San Pedro Regalado situada en la plaza del Salvador.
- También es patrón de La Aguilera, pedanía de Aranda de Duero.
- Se le considera, así mismo, santo patrón de los toreros debido al hecho milagroso de amainar la embestida de un toro al salir del monasterio de El Abrojo, en Laguna de Duero.[8]
- Su fiesta se celebra el 13 de mayo.

## Iglesias con su advocación
- Santuario de San Pedro Regalado, La Aguilera (Burgos).[9]
- Iglesia de San Pedro Regalado, Aranda de Duero (Burgos).[10]
- Iglesia de San Pedro Regalado, Laguna de Duero (Valladolid).[11]
- Iglesia de San Pedro Regalado, Madrid.[12]

En Valladolid, su ciudad natal, se le venera en el templo donde fue bautizado, el Salvador, en una de cuyas capillas se veneran sus reliquias. Y hay también un barrio que lleva su nombre.

## Galería

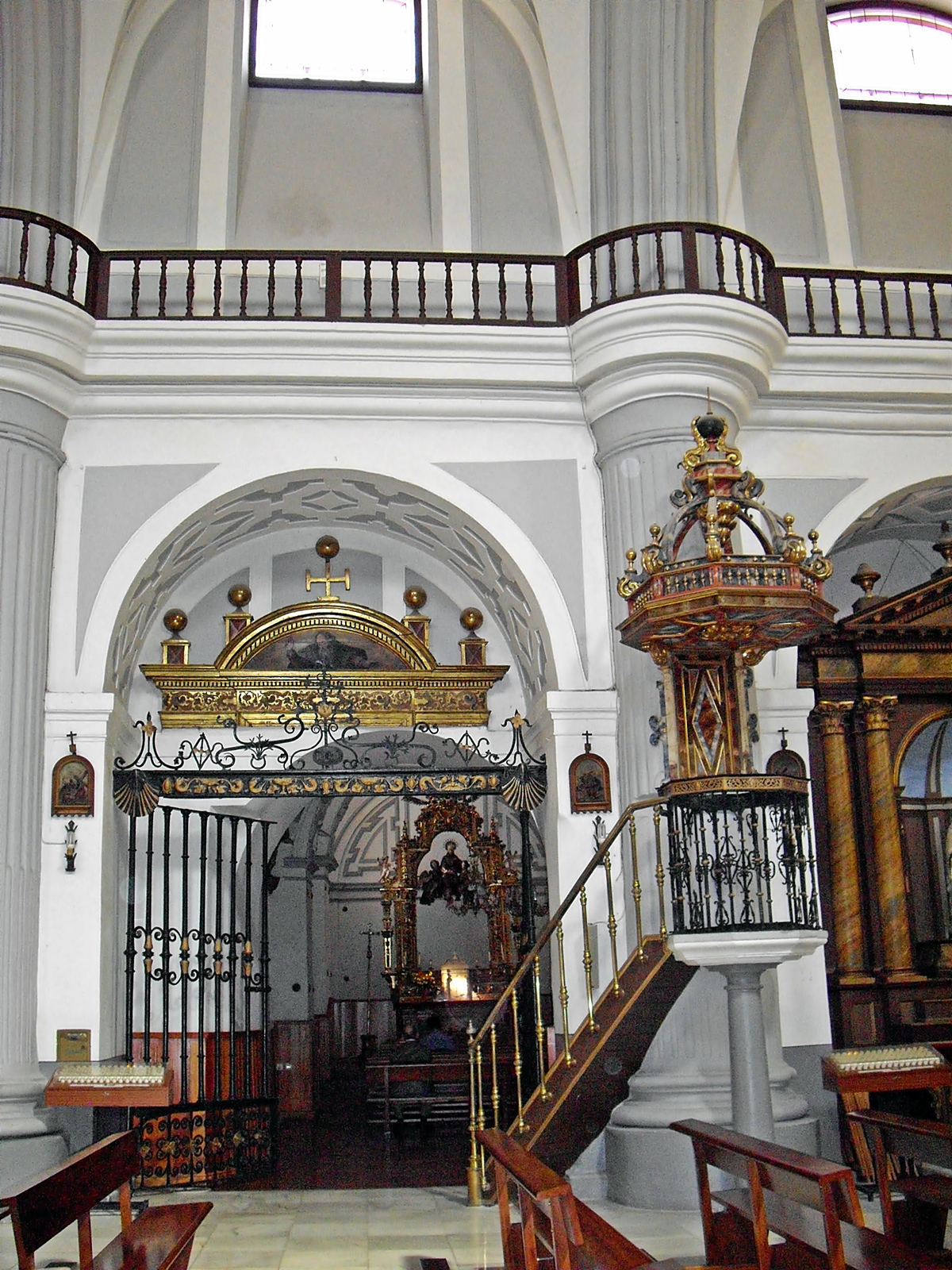
Capilla de San Pedro Regalado, en la iglesia del Salvador de Valladolid.
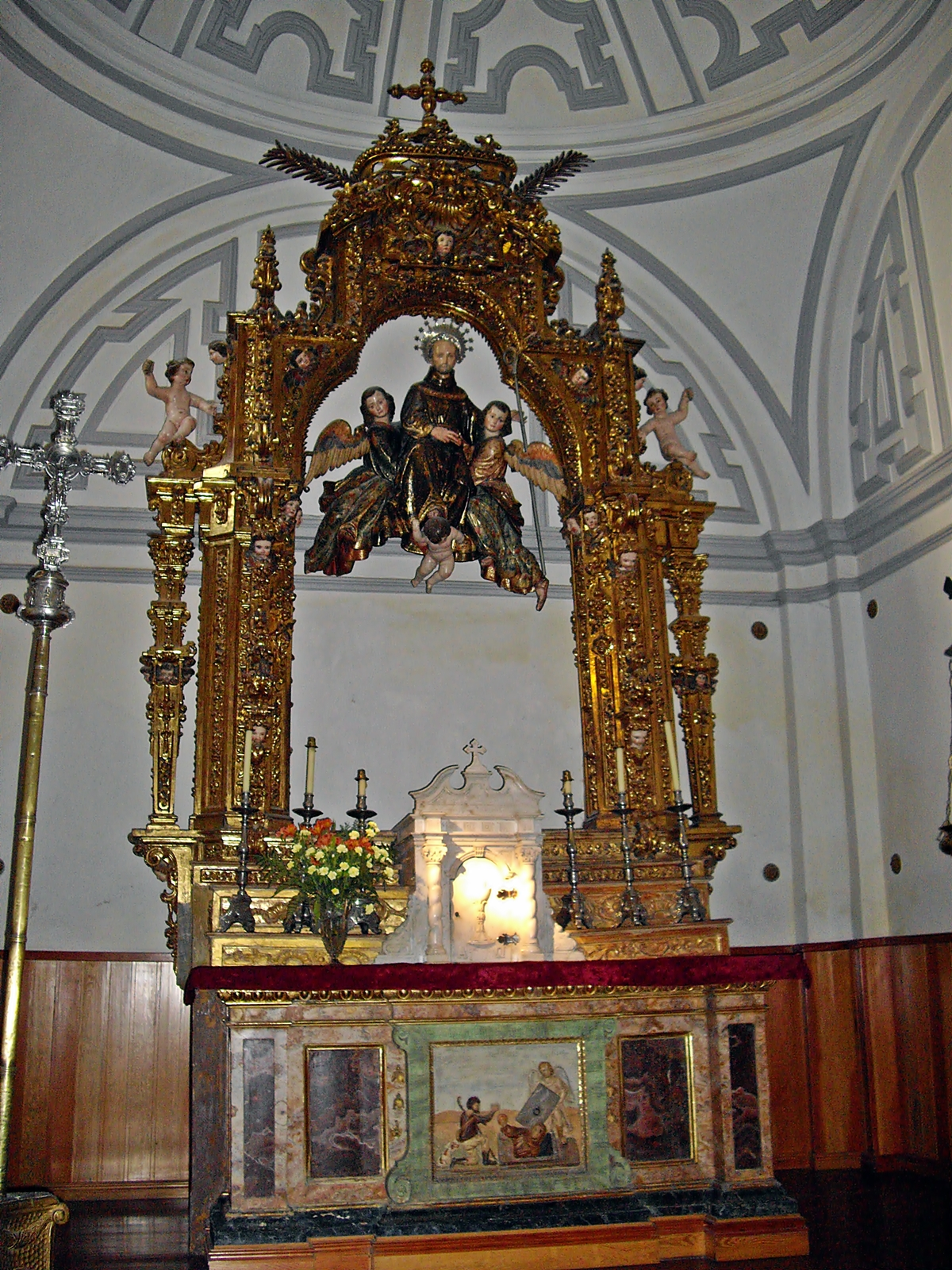
Retablo de Pedro de Ávila sobre el Milagro de la translación de San Pedro Regalado, en la iglesia del Salvador de Valladolid.
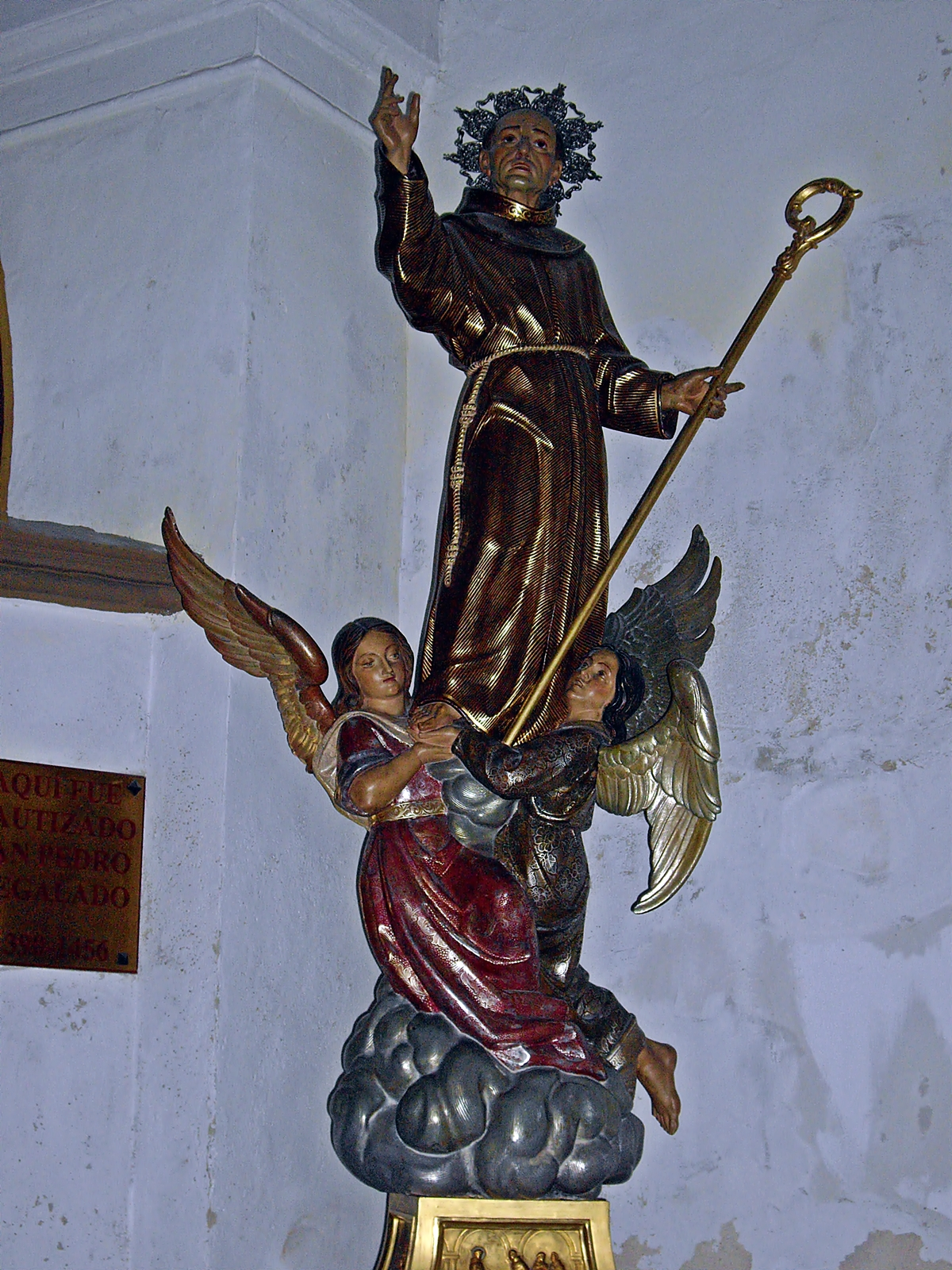
Figura de San Pedro Regalado, en la iglesia del Salvador de Valladolid.

## Refranero
- Si llueve por San Pedro Regalado, llueve cuarenta días de contado.[13][14]